# Nysumbanen
Nysumbanen er en dansk racerbane beliggende mellem Nysum (ved Ravnkilde) og Vebbestrup i Himmerland, ca. 12 km. nord for Hobro.
Banen, der drives af Motorsport Nordjylland, er udbygget flere gange og er 856 meter lang. Den har bl.a. været anvendt til Zulu Djævleræs og 5. Gear
|  | Denne artikel om en bygning eller et bygningsværk kan blive bedre, hvis der indsættes et (bedre) billede. Du kan hjælpe ved at afsøge Wikimedia Commons for et passende billede eller lægge et op på Wikimedia Commons med en af de tilladte licenser og indsætte det i artiklen. |

56°44′13″N 9°46′6″Ø / 56.73694°N 9.76833°Ø